# Ятманкіно
Ятма́нкіно (рос. Ятманкино, чув. Ятман) — присілок у Чувашії Російської Федерації, у складі Сятракасинського сільського поселення Моргауського району.
Населення — 320 осіб (2010; 330 в 2002, 445 в 1979; 563 в 1939, 372 в 1926, 457 в 1906, 363 в 1858). Національний склад — чуваші, росіяни, татари.

## Історія
Історичні назви — Ятмакін, Ятманкаси (до 1926 року). Утворився як околоток присілку Хоракаси (нині не існує). До 1866 року селяни мали статус державних, займались землеробством, тваринництвом. 1919 року відкрито початкову школу, 1931 року створено колгосп «Ворошилов». До 1926 року присілок перебував у складі Чувасько-Сорминської волостей Ядрінського, а до 1927 року — у складі Акрамовської волості Чебоксарського повіту. 1927 року присілок переданий до складу Татаркасинського, 1 березня 1935 року — до складу Ішлейського, 8 березня 1935 року — повернуто до складу Татаркасинського, 1939 року — до складу Сундирського, 1944 року — до складу Моргауського, 1959 року — повернуто до складу Сундирського, 1962 року — до складу Чебоксарського, 1964 року — повернутий до складу Моргауського району.

## Господарство
У присілку діють фельдшерсько-акушерський пункт, пошта, клуб та магазин.